# Cardisoma guanhumi
Cardisoma guanhumi is een krabbensoort uit de familie van de Gecarcinidae. De wetenschappelijke naam van de soort is voor het eerst geldig gepubliceerd in 1828 door Latreille.